# Großer Speikkogel
Il Großer Speikkogel (2.140 m s.l.m.) è la montagna più alta delle Prealpi sud-occidentali di Stiria nelle Prealpi di Stiria. Si trova in Austria lungo la linea di confine tra la Stiria e la Carinzia.
La montagna ospita sulla vetta un'antenna di emissione per la radio e la televisione austriaca ed un radar dell'esercito austriaco.